# 田中繁松
田中 繁松（たなか しげまつ、1898年3月13日 - 1976年2月26日）は、日本の経営者。大阪府岸和田市出身。

## 経歴
1918年に大阪高等工業学校造船学科を卒業し、同年に三井物産に入社。1942年1月に三井造船に転じ、1946年5月に取締役、同年11月に常務、1947年5月に専務を経て、1958年5月に副社長に就任し、1960年5月には社長に昇格。1970年5月に取締役相談役を経て、1972年5月には相談役に就任。
1968年4月に勲二等瑞宝章を受章。
1976年2月26日脳血栓のために死去。77歳没。